# Ero (genre)
Pour les articles homonymes, voir Ero.
Genre
Synonymes
- Palaeoero Wunderlich, 2004
- Succinero Wunderlich, 2004
- Ermetus Ponomarev, 2008

Ero est un genre d'araignées aranéomorphes de la famille des Mimetidae.

## Distribution
Les espèces de ce genre se rencontrent en Europe, en Asie, en Amérique et en Afrique.

## Liste des espèces
Selon World Spider Catalog (version 25.0, 15/03/2024) :
- Ero aphana (Walckenaer, 1802)
- Ero cachinnans Brignoli, 1978
- Ero cambridgei Kulczyński, 1911
- Ero canala Wang, 1990
- Ero canionis Chamberlin & Ivie, 1935
- Ero capensis Simon, 1895
- Ero catharinae Keyserling, 1886
- Ero comorensis Emerit, 1996
- Ero eburnea Thaler, 2004
- Ero felix Thaler & van Harten, 2004
- Ero flammeola Simon, 1881
- Ero furcata (Villers, 1789)
- Ero furuncula Simon, 1909
- Ero galea Wang, 1990
- Ero ganglia Yin & Bao, 2012
- Ero gemelosi Baert & Maelfait, 1984
- Ero goeldii Keyserling, 1891
- Ero gracilis Keyserling, 1891
- Ero humilithorax Keyserling, 1886
- Ero japonica Bösenberg & Strand, 1906
- Ero jiafui Yin & Bao, 2012
- Ero kompirensis Strand, 1918
- Ero koreana Paik, 1967
- Ero laeta Barrientos, 2017
- Ero lata Keyserling, 1891
- Ero lawrencei Unzicker, 1966
- Ero leonina (Hentz, 1850)
- Ero lizae Sherwood, Henrard, Peters, Price, Hall, White, Grignet & Wilkins, 2024
- Ero lodingi Archer, 1941
- Ero lokobeana Emerit, 1980
- Ero madagascariensis Emerit, 1980
- Ero melanostoma Mello-Leitão, 1929
- Ero mongolica Cai, Wang & Zhang, 2023
- Ero natashae Sherwood, Henrard, Peters, Price, Hall, White, Grignet & Wilkins, 2024
- Ero pensacolae Ivie & Barrows, 1935
- Ero quadrituberculata Kulczyński, 1905
- Ero salittana Barrion & Litsinger, 1995
- Ero septemspinosa Lissner, 2016
- Ero spinifrons Mello-Leitão, 1929
- Ero spinipes (Nicolet, 1849)
- Ero tenebrosa Lissner, 2018
- Ero tuberculata (De Geer, 1778)
- Ero valida Keyserling, 1891

Selon World Spider Catalog (version 23.5, 2023) :
- † Ero aberrans Petrunkevitch, 1958
- † Ero carboneana Petrunkevitch, 1942
- † Ero clunis Wunderlich, 2012
- † Ero gracilitibialis Wunderlich, 2012
- † Ero longitarsus (Wunderlich, 2004)
- † Ero permunda Petrunkevitch, 1942
- † Ero rovnoensis (Wunderlich, 2004)
- † Ero veta Wunderlich, 2012

## Systématique et taxinomie
Ce genre a été décrit par C. L. Koch en 1836.
Palaeoero et Succinero ont été placés en synonymie par Harms et Dunlop en 2009.
Ermetus a été placé en synonymie par Benavides et Hormiga en 2020.

## Publication originale
- C. L. Koch, 1836 : Arachniden. Deutschlands Insekten, p. 134-141.